# Boschia grandiflora
Boschia grandiflora Mast. è un albero della famiglia delle Malvacee endemico del Borneo, noto anche come Durian minjit.

## Descrizione
Esso può crescere fino ai 30 metri di altezza.
Il frutto presenta una buccia di colore grigiastro, con delle spine lunghe più di 2 cm.

## Biologia
La specie si riproduce per impollinazione ornitogama ad opera di uccelli della famiglia Nectariniidae (Arachnothera robusta e Arachnothera chrysogenys).

## Conservazione
La Lista rossa IUCN classifica Boschia grandiflora come specie vulnerabile.